# Salford City F.C.
Salford City Football Club er en professionel fodboldklub fra Salford, Greater Manchester, England. Klubbens hjemmebane er Moor Lane, der har plads til 5.106 tilskuere. Klubben spiller i League Two, det fjerde niveau i det engelske fodboldligasystem.